# Albertas Goštautas

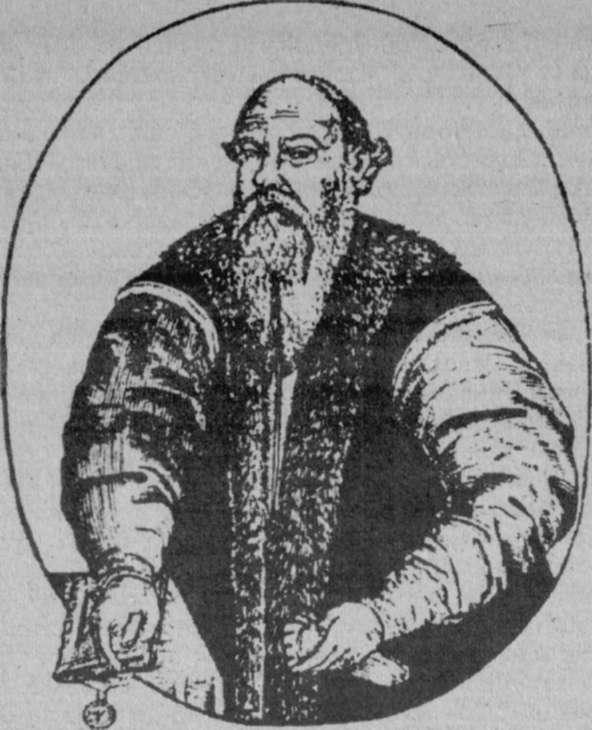
Albertas Goštautas

Albertas Goštautas (ca. 1480 – 1539) war ein litauischer Adliger der Familie Goštautai aus ethnischen litauischen Ländern des Großherzogtums Litauen. Woiwode von Navahrudak seit 1508, Woiwode von Polozk seit 1514, Woiwode von Trakai seit 1519 und Woiwode von Vilnius seit 1522. 1522 wurde er Großkanzler von Litauen. Er war der Initiator und Herausgeber des Ersten litauischen Statuts, als Nachfolger seines überzeugten Gegners Mikołaj II Radziwiłł, der ihm um den Vorrang im Rat der Lords Konkurrenz machte. Sein späterer Rivale im Einflussbereich im Großherzogtum war Konstantin Iwanowitsch Ostroschski.